# Andrea Pisani (Venise)
Pour les articles homonymes, voir Andrea Pisani et Pisani.
 Andrea Pisani (Venise, 1662 - Corfou,  1718) est un amiral vénitien, célèbre pour ses victoires sur l’armée turque.